# توماس شرول
توماس شرول (انگلیسی: Thomas Schroll؛ زادهٔ ۲۶ نوامبر ۱۹۶۵) ورزشکار بابسلد اهل اتریش است.